# پی جوی
پی جوی یک ستاره است که در صورت فلکی جوی قرار دارد.